# Tom Maior
O Grêmio Recreativo Escola de Samba Tom Maior é uma escola de samba da cidade de São Paulo. Seu nome foi inspirado nos versos da música de Martinho da Vila: “Vai ter de amar a liberdade, só vai cantar em Tom Maior, vai ter a felicidade de ver um Brasil melhor...”
Tem como cores o vermelho, o amarelo e o branco, embora haja predomínio das duas primeiras.
Sua comunidade de origem é o bairro do Sumaré, porém durante muitos anos vem frequentemente mudando de endereço, tendo sido sediada em diversos bairros. Atualmente, sua sede está na Fábrica do Samba, e sua quadra, no bairro da Barra Funda.

## História
Na reunião de fundação, criada e idealizada por Hélio Bagunça, que foi o primeiro presidente da escola, juntamente com sambistas tradicionais da Camisa Verde e Branco, havia pessoas com diferentes idades, origens e experiências de vida, havia também universitários da USP que na época frequentavam o São Paulo Chique, que era uns dos maiores eventos culturais dos anos 70.
Em 1974, a escola colocou na avenida o seu primeiro Carnaval, sendo vice-campeã do Grupo 3 (atual Grupo 1 da UESP), fato que a promoveu para o Grupo 2 (atual Acesso). Manteve-se em 1975 e foi vice-campeã do Grupo 2 (atual Grupo de Acesso) em 1976, chegando ao Grupo 1 (Hoje Especial) pela primeira vez em 1977, ficando em 9º lugar.
Não se firmou muito tempo no Grupo Especial, voltando ao Grupo 2 (Acesso) em 1979 e em 1982 chegou a ser rebaixada para o Grupo 3 novamente, permanecendo até 1992. Só retornaria ao Grupo Especial em 1996, quando terminou em 8º lugar, mas em 1997, ao terminar na 9ª colocação entre 10 escolas, acabou rebaixada novamente, porém com um belíssimo desfile e numa classificação muito discordada pelo mundo do samba.
Em 1999 a escola alugou uma quadra no Sumaré, em plena Av. Dr. Arnaldo, permanecendo nos carnavais de 2000 e 2001. Embora até hoje constantemente se afirme como pertencente ao Sumaré, em sua trajetória migrou para diversos endereços. No carnaval de 2000, a Tom Maior teve uma nova passagem pela divisão principal, porém terminou em 13º lugar entre 14 escolas, caindo outra vez, por apenas meio ponto, assim como em 1997.
A escola nunca teve quadra própria, ensaiando pelas ruas do bairro onde funcionava sua sede provisória. Sua primeira sede ficava na Oscar Freire, onde hoje está localizada a Estação Sumaré do Metrô. Depois rodou por diversos bairros da região, como Vila Madalena, Cerqueira César, e até Campo Limpo em 77 e 78, chegando a voltar ao Sumaré em 1979. Nas ruas Cristiano Viana, Oscar Freire, Galeno de Almeida, Amália de Noronha, Alves Guimarães, João Moura e adjacências, durante muitos anos, se realizavam os ensaios de Carnaval.
Em 2004, foi vice-campeã do Grupo de Acesso, voltando ao especial em 2005 com um enredo sobre o meio ambiente. Mais uma vez mudava seu endereço, mas apenas do número 50 para o número 263 da mesma rua Eugênio de Medeiros, em Pinheiros. Espaço amplo e muito bem projetado, ajudou a preparação de um grande desfile. Manteve-se no Grupo Especial para o ano seguinte, quando fez uma homenagem ao cantor Frank Aguiar, bem como a seu Estado-natal, o Piauí o que concedeu a escola 6 prêmios especiais do Jornal Diário de São Paulo, considerado o estandarte do carnaval. Em 2007 a escola surpreendeu com um enredo sobre o movimento trabalhista no mundo, com alegorias altas e um samba politizado, conseguindo uma expressiva 8ª colocação entre 14 escolas.
Já no Carnaval 2008 surpreendeu no Anhembi, com o enredo "Glória Paulista - São Paulo na Vanguarda da Economia Brasileira" a escola conseguiu sua melhor colocação entre a elite do carnaval paulista, alcançando um expressivo 5° lugar. Com um belo samba, fantasias e carros alegóricos criativos que chamaram atenção do público.
Participação no desfile das campeãs de São Paulo, porém junto desta conquista inédita, mais uma vez a escola precisou deixar sua quadra, pois o proprietário vendeu o imóvel para uma construtora, o que levou a escola a ensaiar no bairro da Barra Funda.
No carnaval 2009, com um enredo sobre Angola e Martinho da Vila, denominado Uma nova Angola se abre para o mundo! em nome da paz, Martinho da Vila canta a liberdade!!, a escola fez um excepcional desfile, porém ficou na 11º colocação após critérios duvidosos e notas injustas dos jurados.
No carnaval 2010, escolheu como enredo os 50 anos de Brasília, enredo escolhido por diversas outras escolas, de outras cidades, no mesmo ano, como Beija-Flor, MUG, e Presidente Vargas. Roberto Szaniecki foi contratado para ser o carnavalesco, e trouxe mudanças nas cores apresentadas no desfile, com predomínio de dourado e prateado, além de alegorias grandes, que só foram terminadas no sambódromo. Com muitos problemas na concentração e nas alegorias, a escola obteve a 12ª colocação.
No carnaval de 2011, apresentou novamente um enredo falando sobre uma cidade, desta vez, São Bernardo do Campo, retratada pelo carnavalesco Chico Spinosa. A escola homenageou em seu enredo o ex-presidente Luiz Inácio Lula da Silva, que já havia sido citado no enredo de 2007, mas dessas vez foi citado mais explicitamente, havendo inclusive no desfile a "ala Lula". Houve convite formal para a participação de Lula no carnaval, no entanto o ex-governante disse que assistiria pela televisão apenas.
Em maio do mesmo ano, a Tom Maior perdeu seu presidente: Marko Antônio da Silva, de 44 anos, e que comandava a escola há 27, faleceu, vítima de leucemia. Em seu lugar, na diretoria, assumiu sua irmã, Luciana Silva
Em 2012, a Tom Maior trouxe o enredo "Paz na Terra e aos homens de boa vontade". A escola além de levar para a avenida mensagens de paz, homenageou o presidente Marko Antônio da Silva num desfile emocionante. Valeu-lhe o 7º lugar.
Em 2013, a escola abordou um tema inusitado sobre a história do preservativo ainda visto como um tabu: "Parque dos Desejos, o seu passaporte para o prazer". Com patrocínio de uma empresa de preservativo a escola fez um desfile quente, no qual terminou na 12ª colocação.
Em 2014, a escola apresentou o enredo em comemoração ao centenário da cidade de Foz do Iguaçu, no Paraná, teve problema no carro abre-alas, que foi solucionado com o auxílio de duas empilhadeiras na parte dianteira da alegoria para seguir seu desfile, mas com um desfile surpreendente conseguiu o 7° lugar na frende de escolas como Gaviões e Vai-Vai.
Em 2015, a escola levou o enredo "Adrenalina" para a avenida, tendo como experiência a adrenalina da superação do imprevisto do desfile de 2014, quando o carro abre-alas da escola quebrou e foi conduzido por duas empilhadeiras até o fim do desfile. Fez um desfile sobre as situações de tensão, pânico e emoção que fazem o coração bater mais acelerado e explodir. Mesmo trazendo um enredo instigante, a escola não empolgou e com algumas falhas acabou ficando em 14º lugar, sendo rebaixada para o Grupo de Acesso. Em 2016, com uma homenagem ao cantor Milton Nascimento a Tom fez um belo desfile e obteve o vice-campeonato do Acesso, garantindo o seu retorno ao Grupo Especial.
No seu retorno ao especial em 2017 a escola optou por mais uma vez homenagear um grande nome da MPB, dessa vez a escolhida foi a cantora Elba Ramalho, o desfile apresentou referências aos gêneros musicais que fazem parte da carreira da cantora, prestou homenagens a Luiz Gonzaga, ao Padre Cícero, ao bumba meu boi e a cavalhada. Após 13 anos a frente do carro de som, o intérprete René Sobral deixou a escola e em seu lugar foi contratado Bruno Ribas, neste ano a escola ocupou uma posição muito abaixo do esperado, devido a problemas no andamento da escola e em algumas alegorias, acabou a apuração em 12º lugar.
Em 2018 contou a história de duas Leopoldinas na avenida, a Imperatriz Maria Leopoldina de Áustria e a escola de samba carioca Imperatriz Leopoldinense. Mostrou as origens austríacas da imperatriz, até sua participação decisiva em momentos históricos como a declaração de Independência, relembrou os desfiles mais marcantes da escola carioca. Alguns meses antes do desfile aconteceu um fato inusitado a escola dispensou o então carnavalesco Cebola e para o seu lugar trouxe André Marins. Nesse ano a Tom Maior consegue sua melhor colocação na história o 4º lugar, empatada com a campeã Acadêmicos do Tatuapé, perdendo apenas no critério desempate.
Pra 2019 decide manter o carnavalesco André Marins que fez um belo desfile em seu primeiro trabalho na escola, anunciou o enredo "Penso. Logo existo. As interrogações do nosso imaginário na busco do inimaginável" o tema navega pelos principais questionamentos do homem através da curiosidade e sede de conhecimento. Ficou com um contestado 12º lugar, não representando o que foi visto na avenida, já que a escola realizou um trabalho empolgante e grandioso, mantendo o nível do ano anterior. 
Em 2020, a Tom Maior manteve André Marins como carnavalesco, que desenvolveu o tema "É coisa de preto", visando falar da miscigenação no Brasil, combate ao racismo e a importância dos negros para a construção do país.  Fez um bonito desfile, mas menos empolgante do que nos anos anteriores, com um conjunto alegórico inferior ao de 2018, por exemplo, quando a escola conquistou sua melhor colocação no grupo especial, um festejado 4º lugar. Na apuração, porém, a escola foi pontuada de forma dura e desnecessária, ficando apenas com um apático 8º lugar. Uma semana depois do desfile, André Marins pediu demissão da escola e deixou em aberto o cargo de carnavalesco da mesma.  Porém, não demorou muito para que a Tom Maior encontrasse um novo artista para desenvolver o carnaval de 2021 ao anunciar a contratação de Flávio Campello, campeão em 2017 com a Acadêmicos do Tatuapé.
Com os desfiles sendo realizados em abril de 2022 por conta da pandemia de coronavírus, a Tom Maior tinha como enredo o "Pequeno Príncipe do Sertão", realizado por Flávio Campello, contratado ainda em 2020. A escola realizou um belo trabalho, com alegorias e fantasias de fácil entendimento e com um samba-enredo chiclete e pegajoso. Como resultado, repetiu sua melhor colocação no carnaval paulistano, um 4º lugar, tal como em 2018 e, mais uma vez, empatada com a campeã Mancha Verde.

## Segmentos

### Presidentes
| Nome                   | Mandato                 | Ref.          |
| ---------------------- | ----------------------- | ------------- |
| Hélio Romão de Paula   | 1973 - 1975             |               |
| José Lemos             | 1975 - 1978             |               |
| Marko Antônio da Silva | 1978 – novembro de 2011 | [ 5 ]         |
| Luciana Silva          | 2011 – 2022             | [ 12 ] [ 13 ] |
| Carlos Alves (Carlão)  | 2022 - atualidade       |               |

### Presidente de Honra
| Nome                                 | Mandato         | Ref. |
| ------------------------------------ | --------------- | ---- |
| Marko Antônio da Silva (in memoriam) | 2011-atualidade |      |

### Intérpretes
| Carnavais  | Intérprete oficial            |
| ---------- | ----------------------------- |
| 1977       | Vicente Bandeira              |
| 1978       | Arnaldo Nunes                 |
| 1989-1990  | Douglinhas                    |
| 1991-1992  | Jadyr e Paulinho Senna        |
| 1993-1999  | Jadyr e Maradona              |
| 2000       | Jadyr, Maradona e Rixxah      |
| 2001       | Carlinhos de Pilares          |
| 2002       | Freddy Vianna e Carlos Júnior |
| 2003       | Darlan Alves                  |
| 2004       | Darlan Alves e René Sobral    |
| 2005       | René Sobral                   |
| 2006       | René Sobral e Royce do Cavaco |
| 2007-2010  | René Sobral                   |
| 2011       | René Sobral e Maradona        |
| 2012-2016  | René Sobral                   |
| 2017-2020  | Bruno Ribas                   |
| 2022-atual | Gilsinho                      |

### Diretores
| Período    | Diretor de Carnaval                | Diretor Geral de Harmonia          | Mestre de bateria | Ref.         |
| ---------- | ---------------------------------- | ---------------------------------- | ----------------- | ------------ |
| 2012       | Marcus Campos                      | João Loyo, Sara Manuela e Zulu     | Carlão            |              |
| 2013       | Marcus Campos                      | João Loyo                          | Carlão            |              |
| 2014       | Marcus Campos e Rômulo Ramos       | Gabriel Ferreira e Yves Alexeiv    | Carlão            |              |
| 2015       | Rômulo Ramos                       | Gabriel Ferreira e Yves Alexeiv    | Carlão            | [ 6 ] [ 14 ] |
| 2016-2017  | Cebola                             | Gabriel Ferreira e Yves Alexeiv    | Carlão            | [ 6 ]        |
| 2018       | Comissão de Carnaval               | Gabriel Ferreira e Yves Alexeiv    | Carlão            |              |
| 2019       | Jura, Judson Salles e Yves Alexeiv | Gabriel Ferreira                   | Carlão            |              |
| 2020-2022  | Judson Salles                      | Yves Alexeiv                       | Carlão            |              |
| 2023-2024  | Judson Salles                      | Gerson Silvestrone e Bruno Freitas | Carlão            |              |
| 2025-atual | Erica Ferreira                     | Erica Ferreira                     | Carlão            |              |

### Coreógrafos
| Período   | Nome              | Ref.         |
| --------- | ----------------- | ------------ |
| 2012-2016 | Alex Morenno      | [ 6 ] [ 14 ] |
| 2017-2019 | Robson Bernardino | [ 13 ]       |
| 2020-2020 | Alex D'arc        |              |
| 2021-2024 | André Almeida     |              |
| 2025      | Yaskara Manzini   |              |
| 2026      | Gandhi Tabosa     |              |

### Casal de Mestre-sala e Porta-bandeira
| Período    | Nome                            | Ref.   |
| ---------- | ------------------------------- | ------ |
| 1994-2003  | Jairo Pereira e Simone Gomes    |        |
| 2007-2022  | Jairo Pereira e Simone Gomes    | [ 15 ] |
| 2023-atual | Ruhanan Lucas e Ana Paula Sgarb |        |

### Corte de Bateria
| Período      | Rainha de Bateria | Madrinha de Bateria | Musa da Bateria  | Ref    |
| ------------ | ----------------- | ------------------- | ---------------- | ------ |
| 1999 – 2003  | Andréia Gomes     |                     |                  |        |
| 2004 – 2011  | Andréia Gomes     | Adriana Bombom      |                  |        |
| 2012 – 2014  | Andréia Gomes     | Tânia Oliveira      | Pâmella Gomes    | [ 16 ] |
| 2015 – 2016  | Pâmella Gomes     | Andréia Gomes       | Fabiana Teixeira | [ 17 ] |
| 2017 – atual | Pâmella Gomes     | Andréia Gomes       |                  | [ 13 ] |

## Carnavais
| 1974 | Vice-campeã | 1-UESP | Sonho de um Poeta - Chão de Estrelas Compositores: Ideval, Zelão e Miro. | Maria Elisa e Marcos                                                                                                   |               |
| 1975 | 3º lugar | Acesso | Pirulito que Bate-Bate na Cabeça de um Sonhador | Maria Elisa e Marcos                                                                                                   |               |
| 1976 | Vice-campeã | Acesso | A Feira Compositor: Jacob da Carolina. | Criação Coletiva do Grupo Tom Maior                                                                                    |               |
| 1977 | 9º lugar | Especial | Cordões e Gafieiras (homenagem a Pato N'Água) | Marcos dos Santos |               |
| 1978 | 11º lugar | Especial | Um Dia na Praça Compositores: Fernando da Cuíca e Álvaro. | Marcos dos Santos |               |
| 1979 | 4º lugar | Acesso | A Lavagem do Bonfim a Maior Festa Baiana | Wilson Ribeiro |               |
| 1980 | 6º lugar | Acesso | Brasil: Sua moda, seu costume em quatro séculos Compositor: Claudinho Cajú. | Celsinho |               |
| 1981 | 6º lugar | Acesso | No País do Carnaval, um Carnaval de Fantasias Compositores: Claudinho Cajú e Lídio. | Roberto Guerreiro |               |
| 1982 | 9º lugar | Acesso | Titulares do Ritmo - 30 Anos de União Compositores: Claudinho Cajú e Lídio. | Cao e Lorena |               |
| 1983 | 3º lugar | 1-UESP | Salve o Rei do Carnaval da Bahia Compositores: Ideval e Talismã. | Raul Diniz |               |
| 1984 | 4º lugar | 1-UESP | A Festa do Tropeiro em Sorocaba Compositores: Black, Nelson Dalla Rosa e Pery. | Marcos dos Santos |               |
| 1985 | 5º lugar | 1-UESP | Abram Alas à Chiquinha Gonzaga Compositor: Nadão. | Marco Antônio da Silva                                                                                                 |               |
| 1986 | 5º lugar | 1-UESP | Esta Noite Sonhamos Compositores: Black e Celso. | José Maria Zolesi |               |
| 1987 | 3º lugar | 1-UESP | De Sambista e de Louco Todo Mundo Tem um Pouco Compositor: Wilson Mancha. | Nelson Dalla Rosa |               |
| 1988 | 6º lugar | 1-UESP | BalBrasil - O ágio da cachaça Compositores: Zelão, Carlinhos, Walmir e Carica. | José Maria Zolesi e Marco Antônio da Silva                                                                             |               |
| 1989 | 4º lugar | 1-UESP | Em Busca da Fonte da Juventude Compositores: Carlinhos, Quinzinho, Douglinhas, Juquinha e Silvinho. | Marco Antônio da Silva                                                                                                 |               |
| 1990 | 6º lugar | 1-UESP | Magia da Vila Compositores: Grupo Folha Seca. | José Maria Zolesi e Beto Silveira                                                                                      |               |
| 1991 | 4º lugar | 1-UESP | Luz... A sedução do olhar Compositor: Cajú. | José Maria Zolesi e Beto Silveira                                                                                      |               |
| 1992 | Campeã | 1-UESP | Caixa de Surpresas! Compositores: Claudinho Cajú, Zé Mejias e Plininho. | José Maria Zolesi |               |
| 1993 | 7º lugar | Acesso | Meio-Dia, Barriga Vazia Compositores: Maradona, Oberdan, Bará, Cajú, Andó e Paulinho Senna. | José Maria Zolesi |               |
| 1994 | 5º lugar | Acesso | Trânsito: Sinal de alerta! Compositores: Carlinhos, Valmir e Paulinho do Cavaco. | José Maria Zolesi |               |
| 1995 | Campeã | Acesso | Made in China - O papel do papel Compositores: Ideval Anselmo, Walmir, Washington, Carlinhos e Marcelo Viohl. | José Maria Zolesi |               |
| 1996 | 8º lugar | Especial | A vida por um fio Compositores: Ideval Anselmo, Washington e Gafanhoto. | José Maria Zolesi |               |
| 1997 | 9º lugar | Especial | O céu é o limite no caminho das estrelas... Compositores: Ideval Anselmo, Carlinhos e Gafanhoto. | José Maria Zolesi |               |
| 1998 | 5º lugar | Acesso | Sem medo de ser feliz Compositores:Darlan Alves, Oberdan, Bará, Mingau, Biriba e Cris Vianna. | José Maria Zolesi |               |
| 1999 | Campeã | Acesso | Nosso jardim de cada dia Compositores: Ideval e Pindaia. | José Maria Zolesi |               |
| 2000 | 10º lugar | Especial | Brasil... Amor à primeira vista! Compositores: Didi e Maradona. | Cebola | [ 18 ]        |
| 2001 | 5º lugar | Acesso | Quem teve um rei, jamais perde a majestade - Santos Compositores: Armênio Poesia, Diego Poesia, Freddy Vianna e Kadu. | Comissão de Carnaval                                                                                                   |               |
| 2002 | 5º lugar | Acesso | Automóvel, a máquina do tempo Compositores: Darlan Alves, Maradona, Turko, Didi, Armênio Poesia, Diego Poesia e Kadu. | Eduardo Caetano e Jadir                                                                                                |               |
| 2003 | 4º lugar | Acesso | Uma História Sem Fim... Pois o Mundo Não Se Acabou Compositores: Darlan Alves, Bará, Fabinho LS e Oberdan. | Eduardo Caetano |               |
| 2004 | Vice-campeã | Acesso | Deus Ajuda Quem Cedo Madruga Nesta Cidade que Nunca Para Compositores: Darlan Alves, Bará, Fabinho, Marcelo Pires, Xandinho e Pena. | Comissão de Carnaval                                                                                                   |               |
| 2005 | 14º lugar | Especial | Sabendo usar... não vai faltar! Compositores: Cléber Pagode, Chocolate, Willyans, Diney do Gueto, Darlan Alves, Bará, Oberdan, Cláudio Sbrigh, Marcelo Pires e Xandinho.                                                                                  | Augusto de Oliveira |               |
| 2006 | 9º lugar | Especial | Em grandes sertões veredas, o elo perdido se achou... Piauí a terra do sol me encantou, com Frank Aguiar o rei do forró eu vou Compositores: Bola, Oberdan, Bará, Césinha e Wellington.                                                                   | Marco Aurélio Ruffin                                                                                                   |               |
| 2007 | 8º lugar | Especial | Com licença, eu vou à luta Compositores: Maradona, Didi, Turko e Diego Poesia. | Marco Aurélio Ruffinn                                                                                                  |               |
| 2008 | 5º lugar | Especial | Glória Paulista - São Paulo na vanguarda da economia brasileira Compositores: Maradona, Claudinei, Amós, Tinga, Ricardo Ailton. | Marco Aurélio Ruffinn                                                                                                  |               |
| 2009 | 11º lugar | Especial | Uma nova Angola se abre para o mundo! Em nome da paz, Martinho da Vila canta a liberdade! Compositores: Maradona, Claudinei, Amós, Ferracini, Ricardo e Tinga.                                                                                            | Marco Aurélio Ruffinn                                                                                                  |               |
| 2010 | 12º lugar | Especial | Brasília, Do Sonho à Realidade... Uma Homenagem de São Paulo aos 50 Anos da Capital Coração do Brasil Compositores: Maradona, Amós TK, Claudinei, Ricardo, Luis Tinga, Darlan, Vinicius, Bruno Tomageski e Vinicius Cruz.                                 | Roberto Szaniecki |               |
| 2011 | 9º lugar | Especial | Salve salve São Bernardo, pedaço do meu Brasil, terra mãe dos paulistas Compositores: Chiquinho LS, César Ramos, Dico Tom 30, Ricardo e J. Osasco. | Chico Spinoza |               |
| 2012 | 7° lugar | Especial | Paz na terra e aos homens de boa vontade Compositores: Darlan Alves, Carlos Dorea, Vinicius Faria, Pedro Barnabé, André Nascimento, Bruno Tomageski, Tonn Queiroz, Marquinhos Godin e Emerson Bernardes.                                                  | Marco Aurélio Ruffinn                                                                                                  |               |
| 2013 | 12º lugar | Especial | Parque dos desejos - O seu passaporte para o prazer! Compositores: Edmilson Silva, Serginho Ipiranga e Gonçalves. | Marco Aurélio Ruffinn                                                                                                  |               |
| 2014 | 7º lugar | Especial | Foz do Iguaçu, Destino do Mundo - Sinfonia das Águas em Tom Maior Compositores: Maradona, Turko, Rafa do Cavaco, Celsinho Mody, Ricardo Neto e Igor Leal.                                                                                                 | Mauro Quintaes |               |
| 2015 | 14º lugar | Especial | Adrenalina Compositores: André Ricardo, Biel, Carlos Dorea, Marquinhos, Douglas Chocolate, Xande Wenner, Rafa do Cavaco, Imperial, Tião, Lucas Donato, Gabriel Sorriso e Rafael Santos.                                                                   | Mauro Quintaes | [ 19 ] [ 20 ] |
| 2016 | Vice-campeã | Acesso | Travessias de Milton Nascimento. Todo artista tem de ir aonde o povo está... Compositores: Maradona, Turko, Paulinho Miranda, Ricardo Neto, Celsinho Mody e Léo Reis.                                                                                     | Cebola | [ 6 ]         |
| 2017 | 12º lugar | Especial | Elba Ramalho canta em oração o folclore do Nordeste. Toque sanfoneiro: Forró, frevo e xaxado... Compositores: Maradona, Turko, Ricardo Neto, Paulinho Miranda, Rafa do Cavaco, Celsinho Mody e Léo Reis.                                                  | Cebola | [ 21 ] [ 13 ] |
| 2018 | 4º lugar | Especial | O Brasil de duas Imperatrizes: De Viena para o novo mundo, Carolina Josefa Leopoldina; De Ramos, Imperatriz Leopoldinense Compositores: Turko, Maradona, Celsinho Mody, Rafa do Cavaco, Ricardo Mandú e Léo Reis.                                         | André Marins | [ 22 ] [ 13 ] |
| 2019 | 12° lugar | Especial | Penso... logo existo – As interrogações do nosso imaginário em busca do inimaginável Compositores: Marcos Vinicius, Carlos Babu, Lucas Donato, Wellington Nascimento, Claudinei Pinheiro, Gabriel Santos, Fabiano Ambrósio, Carlos Santos, Paulo Miranda. | André Marins | [ 23 ]        |
| 2020 | 8º lugar | Especial | ‘É coisa de preto’ Compositores: Gui Cruz, Rafael Falanga, Vitor Gabriel, Portuga, Imperial, Elias Aracati, Luciano Rosa, Reinaldo Marques, Marçal e Willian Tadeu.                                                                                       | André Marins | [ 24 ]        |
| 2021 | Inicialmente adiados para o mês de julho, os desfiles do Carnaval 2021 foram cancelados devido a pandemia de Covid-19. | Inicialmente adiados para o mês de julho, os desfiles do Carnaval 2021 foram cancelados devido a pandemia de Covid-19. | Inicialmente adiados para o mês de julho, os desfiles do Carnaval 2021 foram cancelados devido a pandemia de Covid-19. | Inicialmente adiados para o mês de julho, os desfiles do Carnaval 2021 foram cancelados devido a pandemia de Covid-19. | [ 25 ]        |
| 2022 | 4º lugar | Especial | O Pequeno Príncipe no sertão Compositores: Jairo Roizen, Morganti, Sukata, Valêncio, Nelson Valentim, Tubino, Jadson Fraga, Luan, Alexandre Gordão, Beto Savanna, Claudinho, Meiners e Victor Alves.                                                      | Flávio Campello | [ 9 ] [ 26 ]  |
| 2023 | 6º lugar | Especial | Um culto às mães pretas ancestrais Compositores: Gui Cruz, Turko, Portuga, Rafa do Cavaco, Vitor Gabriel, Fabio Souza, Imperial, Junior Fionda, Willian Tadeu e Anderson.                                                                                 | Flávio Campello | [ 27 ] [ 28 ] |
| 2024 | 13º lugar | Especial | Aysú – uma história de amor Compositores: Gui Cruz, TURKO, Portuga, Rafa Do Cavaco, Imperial, Fábio Souza, Anderson, William Tadeu e Vitor Gabriel | Flávio Campello | [ 29 ]        |
| 2025 | Campeã | Acesso | Uma nova Angola se abre para o mundo! Em nome da paz, Martinho da Vila canta a liberdade! (Reedição do enredo de 2009) Compositores: Maradona, Claudinei, Amós, Ferracini, Ricardo e Tinga.                                                               | Flávio Campello | [ 30 ]        |
| 2026 | | Especial | Chico Xavier — Nas entrelinhas da alma, as raízes do céu em Uberaba | Flávio Campello |               |

## Títulos
| Títulos Tom Maior | Títulos Tom Maior | Títulos Tom Maior | Títulos Tom Maior |
|                   | Divisão           | Total             | Ano               |
| ----------------- | ----------------- | ----------------- | ----------------- |
|                   | Grupo de Acesso   | 3                 | 1995, 1999 e 2025 |
|                   | Grupo 1-UESP      | 1                 | 1992              |